# AEK Athènes (basket-ball)
Pour les articles homonymes, voir AEK Athènes.
Maillots
Actualités
L’AEK Athènes (en grec : Αθλητική Ένωσις Κωνσταντινουπόλεως – Athlitikí Énosis Konstantinoupóleos « Union Athlétique de Constantinople ») est un club grec de basket-ball évoluant en ESAKE, l’élite du championnat. Il s’agit d’une section de l’AEK Athènes, club omnisports basé à Athènes.

## Palmarès
| Compétitions nationales | Compétitions internationales |
| --- | --- |
| - Championnat de Grèce (8) - Vainqueur : 1958, 1963, 1964, 1965, 1966, 1968, 1970, 2002 - Finaliste : 1967, 1969, 1974, 1997, 2003, 2005 - Coupe de Grèce (5) - Vainqueur : 1981, 2000, 2001, 2018, 2020 - Finaliste : 1976, 1978, 1980, 1988, 1992, 1998, 1999 | - Euroligue - Finaliste : 1998 - Ligue des champions (1) - Vainqueur : 2018 - Finaliste : 2020 - Troisième : 2025 - Coupe intercontinentale (1) - Vainqueur : 2019 - Coupe des Coupes/Coupe Saporta (2) - Vainqueur : 1968 et 2000 |

## Entraîneurs successifs
- 1996-1999 :  Yánnis Ioannídis
- 1999-2001 :  Dušan Ivković
- 2001-2003 :  Dragan Šakota
- 2003-2005 :  Fótis Katsikáris
- 2012-2014 :  Vangelis Ziagkos
- 2014-2015 :  Dragan Šakota
- 2015-2017 :  Jure Zdovc
- 2017 :  Sotiris Manolopoulos (en)
- 2017-2018 :  Dragan Šakota
- 2018-2019 :  Luca Banchi
- 2019-2021 :  Ilías Papatheodórou[3]
- 2021 :  Vangelis Angelou (en)
- 2021-2022 :  Stefanos Dedas (en)
- 2022 :  Curro Segura (en)
- 2022-2023 :  Ilías Kantzoúris
- 2023-2024 :  Joan Plaza
- 2024- :  Dragan Šakota

## Joueurs célèbres ou marquants
- Dimosthénis Dikoúdis
- Nikolaos Hatzis
- Michális Kakioúzis
- Ángelos Koroniós
- Níkos Zísis
- Christos Zoupas
- Victor Alexander
- Willie Anderson
- Anthony Bowie
- Jim Bilba
- Claudio Coldebella
- Roberto Chiacig
- Milan Gurović
- Sandro Nicević
- İbrahim Kutluay
- Tarmo Kikerpill
- Taurean Green
- Terence Stansbury
- Milan Milošević
- Rodrigue Mels
- Amara Sy
- Martynas Mažeika
- Martin Müürsepp
- Jake Tsakalídis